# Annie Leonard
Annie Leonard es una experta en materia de responsabilidad social corporativa, desarrollo sostenible, riesgos laborales, cooperación internacional y salud ambiental estadounidense. Es conocida sobre todo por su documental La historia de las cosas (The Story of Stuff), que trata sobre el ciclo vital de bienes y servicios. Leonard se desempeña como directora ejecutiva de Greenpeace en Estados Unidos desde mayo de 2014.

## Biografía
Leonard tiene una licenciatura del Barnard College y un título de la Universidad de Cornell en planificación urbana y regional. Protagoniza La Historia de las Cosas, un documental sobre el ciclo de vida de bienes y servicios. Ralph Nader llamó a la película "un modelo de claridad y motivación".
Leonard es coordinadora de Global Alliance for Incinerator Alternatives (Alianza Global para Alternativas a la Incineración) y participa en las juntas directivas del International Forum for Globalization y la Environmental Health Fund.
Anteriormente ocupó cargos con el Health Care Without Harm (Cuidado de la Salud Sin Daño), Essential Information (Información esencial) y Greenpeace, y actualmente es coordinadora del Grupo de trabajo de Patrocinantes para la Producción y Consumo Sostenibles En 1992 declaró frente al Congreso de los Estados Unidos sobre el tema de la trata internacional de residuos.
En diciembre de 2009, Annie Leonard y Free Range Studios lanzaron su siguiente película: The Story of Cap and Trade (La Historia de Límites Máximos y Comercio). Durante 2010 lanzó The Story of Bottled Water (la Historia del Agua Embotellada), The Story of Cosmetics (La Historia de los Cosméticos) y The Story of Electronics (La Historia de los Electrónicos).